# 518 (số)
518 (năm trăm mười tám) là một số tự nhiên ngay sau 517 và ngay trước 519.